# اسلام در بریتانیا
اسلام دومین دین بزرگ در انگلستان به‌شمار می‌رود. تاکنون حدود ۶۰۰ مسجد و ۶۰ مدرسه اسلامی در این کشور تأسیس شده‌است.

## پیشینه
اولین روابط میان بریتانیا و جهان اسلام به خاطر تقاضای کمک نظامی و دریایی الیزابت اول از سلطان مراد برای مقابله با اسپانیا آغاز شد.
جان نلسون اولین انگلیسی بود که در سده شانزدهم میلادی به دین اسلام گرایش یافت. در سده‌های ۱۸ و ۱۹ میلادی نیز تعداد افرادی که در انگلستان به دین اسلام گرایش یافتند به‌طور چشمگیری بخصوص در میان طبقه اشراف گسترش یافت.
موج مهاجرت مسلمانان به سمت انگلستان با باز شدن کانال سوئز در سال ۱۸۶۹ افزایش یافت و افزایش تجارت دریایی باعث شد تا بسیاری از مسلمانان که بیشتر اهل کشور یمن بودند، عازم بریتانیا شوند. اولین جامعه مسلمانانی که در بریتانیا ساکن شدند دریانوردان یمنی بودند که کمی پس از سال ۱۹۰۰ به بندرهای سوانسی، جنوب ولز، لیورپول و ساوت شیلدز وارد شدند. کشمیری‌ها از شهر میرپور اولین جامعه مسلمان آسیایی بودند که به‌طور ثابت در انگلستان اقامت گزیدند. اولین گروه آن‌ها در اواخر دهه ۱۹۳۰ (میلادی) به بیرمنگام و برادفورد وارد شدند.

## مساجد
مساجد اسلامی در بیشتر شهرهای بریتانیا پراکنده شده‌اند. اولین مسجد در انگلستان در سال ۱۸۶۰ در منطقه کاردیف ساخته شد.

## جمعیت
جمعیت مسلمانان انگلیسی را بیشتر مهاجرانی که در دهه‌های ۱۹۵۰ تا ۱۹۷۰ میلادی به انگلستان آمده‌اند، تشکیل می‌دهند. آمار دقیق از جمعیت مسلمانان در بریتانیا وجود ندارد، ولی با توجه به ارقام و آمار موجود، حداقل جمعیت مسلمانان آن ۱ میلیون و حداکثر آن نیز ۱٫۵ میلیون نفر می‌باشد که اکثریت آن‌ها را اهل سنت و گروه اندکی از آن‌ها را شیعیان اثنی عشری،اسماعیلیه و صوفیه تشکیل می‌دهند.

## امروزه
اسلام با اعلامیه سوم ۱۸۱۲ پارلمان انگلستان قانونی شد. در عین حال، دولت انگلستان اسلام را به عنوان یک دین به رسمیت نمی‌شناسد و تنها دین به رسمیت شناخته شده، مسیحیت پروتستانی است.
طی سال‌های اخیر، اولین لردهای مسلمان به مجلس اعیان انگلستان راه یافتند. در حال حاضر، تعداد لردهای مسلمان به ۴ نفر می‌رسد. ۳ نفر از آنان، با توجه به عضویت دائمی در حزب کارگر وارد مجلس اعیان شده‌اند، اما القاب آنان، به صورت ارثی به فرزندانشان منتقل نخواهد شد. اما لرد چهارم یک بریتانیایی است که کرسی را از پدر لردش به ارث برده‌است و به اسلام گرویده‌است.